# NGC 1511
NGC 1511 est une galaxie spirale barrée située dans la constellation de l'Hydre mâle. NGC 1511 a été découverte par l'astronome britannique John Herschel en 1834.

## Caractéristiques
NGC 1511 présente une large raie HI. Elle renferme aussi des régions d'hydrogène ionisé.

### Distance
Sa vitesse par rapport au fond diffus cosmologique est de 1 331 ± 5 km/s, ce qui correspond à une distance de Hubble de 19,6 ± 1,4 Mpc (∼63,9 millions d'al).
À ce jour, 16 mesures non basées sur le décalage vers le rouge (redshift) donnent une distance de 15,669 ± 1,628 Mpc (∼51,1 millions d'al), ce qui est tout juste à l'extérieur des valeurs de la distance de Hubble.

### Luminosité dans l'infrarouge
La luminosité de la galaxie NGC 1511 dans l'infrarouge lointain (de 40 à 400 µm)  est égale à 1,55 × 1010 {\displaystyle L_{\odot }} (1010,19{\displaystyle L_{\odot }}) et sa luminosité totale dans l'infrarouge (de 8 à 1 000 µm) est de 2,09 × 1010 {\displaystyle L_{\odot }} (1010,32{\displaystyle L_{\odot }}).

## Morphologie

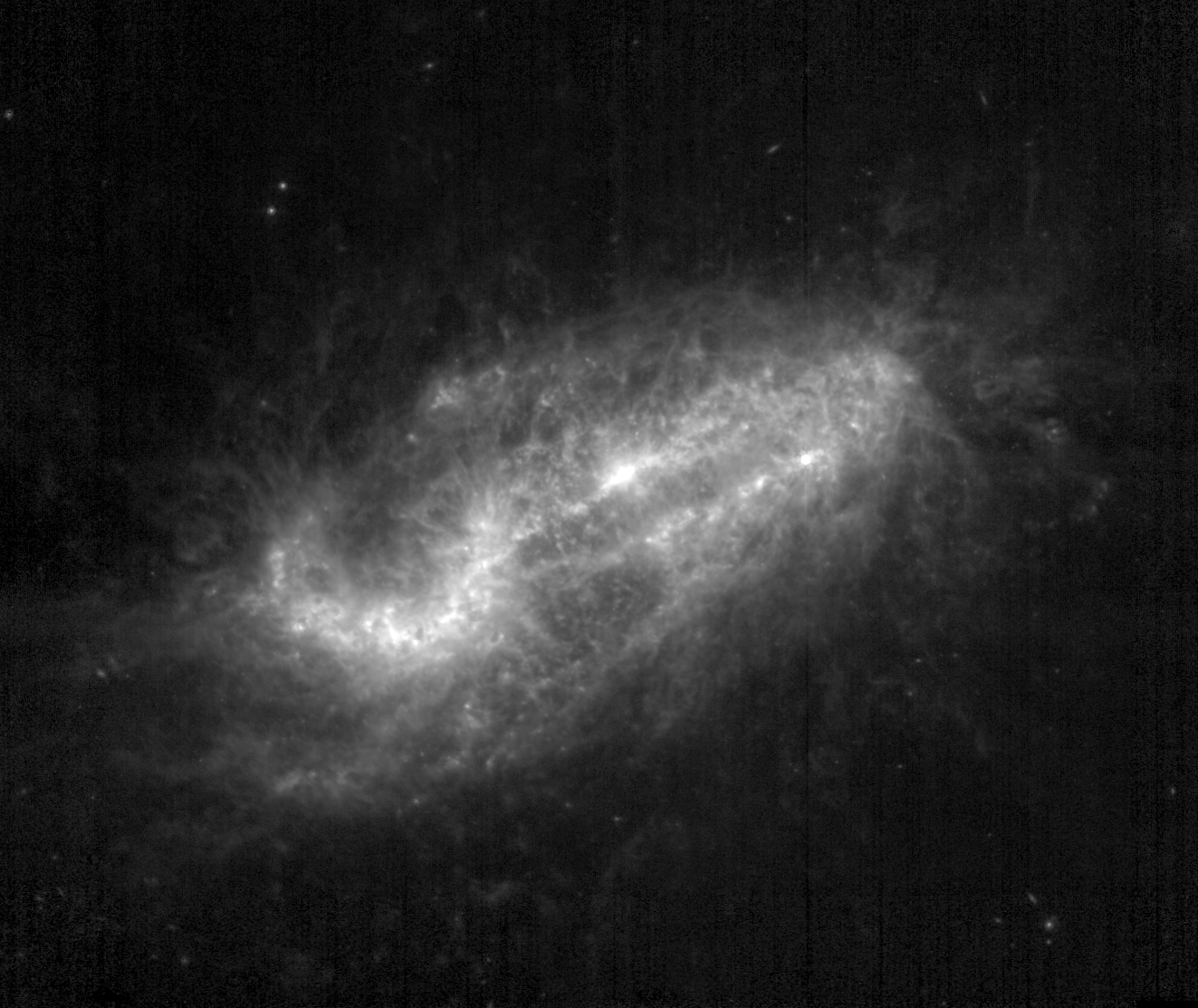
NGC 1511 par le spectro-imageur du James Webb (télescope spatial).

NGC 1511 a été utilisée par Gérard de Vaucouleurs comme une galaxie de type morphologique SB(s)dm: pec sp dans son atlas des galaxies,.
Eskridge, Frogel et Pogge ont publié un article en 2002 décrivant la morphologie de 205 galaxies spirales ou lenticulaires rapprochées. Les observations ont été réalisées dans la bande H de l'infrarouge et dans la bande B (le bleu). Selon Eskridge et ses collègues, NGC 1511 est de type Sm? dans la bande B et SBd? (vue par la tranche) dans la bande H. NGC 1511 est vue presque par la tranche. Le côté sud-ouest du bulbe est caché par une bande de poussière proéminente, indiquant que le bulbe est petit. Le bras spiral interne au sud-est présente plusieurs nœuds très brillants où naissent des étoiles. Les bras ne semblent pas très étendus (peut-être en raison d'un raccourcissement), mais le disque de faible brillance de surface est assez vaste et ne présente aucune particularité au-delà des bras. 

## Supernova
La supernova SN 1935C a été découverte dans NGC 1524 le 16 août par l'astronome américain Emily Hughes Boyce. Le type de cette supernova n'a pas été déterminé.

## Groupe de NGC 1511

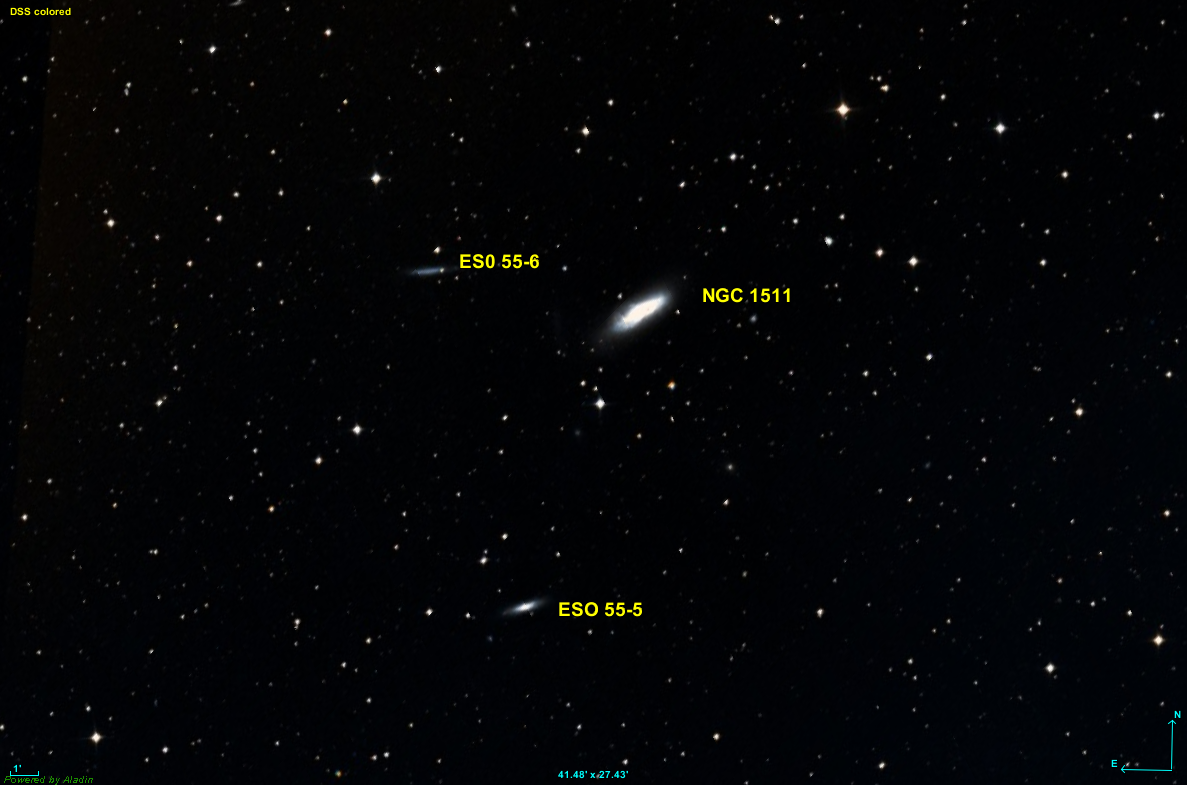
Le triplet de galaxies de NGC 1511.

NGC 1511 est la galaxie la plus grosse et la plus brillante d'un trio de galaxies qui porte son nom. Les deux autres galaxies du groupe de NGC 1511 sont NGC 1473 et NGC 1511A (PGC 14255).
D'autre part, la galaxie NGC 1511 est aussi dans la même région du ciel que les galaxies NGC 1511A (ESO 55-5)  et NGC 1511B (ESO 55-6). Leur distance avec la Voie lactée varie de 59 millions à 61 millions d'années-lumière. On pense donc qu'elles forment un triplet de galaxie. Il semble donc que Garcia a oublié la galaxie NGC 1511B.